# Sidima
Sidima é um gênero de borboleta da família das  Lycaenidae.